# Duran Duran
Duran Duran (transkr. Djuran djuran) engleska je pop grupa poznata po velikom broju lako pamtljivih sint-pop hitova te i danas modernih video-spotova.

## Biografija
Pojavili su se u ranim 80-im kao deo svetskog novog talasa i bili važan deo muzičke Druge britanske invazije na SAD. Uprkos njihovom neprekidnom, dvadesetpetogodišnjem postojanju prvenstveno se označavaju kao 'bend iz osamdesetih'.
Prodali su preko 100 miliona ploča i imali osamnaest singlova na američkoj listi singlova i trideset na britanskoj, uključujući neke od najvećih hitova: „Planet Earth”, „Rio”, „Hungry Like the Wolf” i tema iz filma o Džemsu Bondu (do danas jedina komercijalno uspešna pesma iz nekog filma o agentu 007, koja je po zaradi pretekla i sam film) „A View to a Kill” u 80-im, te „Ordinary World” i „Come Undone” u ranim 90-im.
Duran Duran čine Nik Rouds (klavijature), Džon Tejlor (bas gitara), Rodžer Tejlor (bubnjevi), Endi Tejlor (gitara) te Sajmon Lebon (vokal). Zanimljivo je da trojica Tejlora nisu ni u kakvom srodstvu. Bend je trpio česte promene u sastavu, tako da je u dva navrata funkcionisao kao trio; između 1989. i 2001. gitaru je svirao Voren Kukurulo, a od 1989. do 1991. godine bubnjar benda bio je Sterling Kembel.
Grupa se na muzičku scenu vratila krajem 2004. godine albumom Astronaut, a u februaru 2005. krenuli su na svetsku turneju i to u originalnoj postavi.

## Diskografija

### Albumi
- (1981)
- (1982)
- (1983)
- (1984, koncertni album)
- (1986)
- (1988)
- (1990)
-Duran Duran poznat i kao The Wedding Album (1993)
- (1995, album sa obradama)
- (1997)
- (2000)
- (2004)
- (2007)
- (2010)
- (2015)
- Future Past (2021)

## Spoljašnje veze
- Službena mrežna stranica grupe Duran Duran
- Videografija grupe Duran Duran Архивирано на веб-сајту  (20. октобар 2006)